# 大施蒂滕
大斯蒂滕是德国梅克伦堡-前波莫瑞州的一个市镇。总面积6.50平方公里，总人口612人，其中男性323人，女性289人（2011年12月31日），人口密度94人/平方公里。